# Luitpold Werz
Luitpold Werz  (* 9. September 1907 in Bern; † 12. September 1973 in München) war ein deutscher Diplomat in der Zeit des Nationalsozialismus und in der Bundesrepublik.

## Leben
Sein Vater war Diplomat an der bayrischen Gesandtschaft in Bern. Werz studierte in Genf, Berlin und München Rechtswissenschaft, Volkswirtschaft, Sprachen und Literatur, legte die 1. juristische Staatsprüfung ab, promovierte über den Tonfilm und das Urheberrecht im internationalen Rahmen und trat 1933 in den Auswärtigen Dienst ein. Am 1. Oktober 1934 trat Werz der NSDAP bei (Mitgliedsnummer 2.873.248).
Von 1935 bis 1944 war Werz an den Botschaften des Deutschen Reichs in Spanien, 1936 in Australien, in Pretoria als Stellvertreter des Konsuls und Portugiesisch-Ostafrika akkreditiert. Während des Zweiten Weltkrieges sabotierte er in Südafrika die Regierung von Jan Christiaan Smuts. Ende 1944 kehrte er nach Berlin zurück und übernahm im Auswärtigen Amt die Leitung des Referates Inland II B in der Abteilung Deutschland. Sein Vorgänger war Legationsrat Rudolf Bobrik (1909–1987).
1948 wurde Werz stellvertretender Büroleiter des Ministerpräsidenten in Wiesbaden. Später vertrat er die Konferenz der Ministerpräsidenten beim Parlamentarischen Rat in Bonn. Nach der Gründung der Bundesrepublik wurde Werz im Herbst 1949 vom Bundespräsidialamt übernommen, wo ihn Theodor Heuss für auswärtige Angelegenheiten und für kulturelle Fragen einsetzte. Von 1953 bis 1960 war Werz Botschaftsrat in Buenos Aires. Am 16. Mai 1958 war Werz Verhandlungsbeauftragter in Madrid und empfing den neuen Botschafter Wolfgang von Welck an der Estación de Norte. Nach seinem Einsatz als Botschafter bei Präsident Sukarno wurde er Leiter der Ost-West-Abteilung im Auswärtigen Amt.